# 12284 Pohl
12284 Pohl eller 1991 FP är en asteroid i huvudbältet som upptäcktes 17 mars 1991 av den amerikanske astronomen Eleanor F. Helin vid Palomar-observatoriet. Den är uppkallad efter den amerikanske science fiction-författaren Frederik Pohl.
Asteroiden har en diameter på ungefär 11 kilometer och den tillhör asteroidgruppen Theobalda.